# 比詹农村居民点
比詹农村居民点（俄语：Биджанское сельское поселение）是俄罗斯联邦犹太自治州列宁斯科耶区所属的一个农村居民点。其下辖有7个居民点，行政中心为比詹。据2016年统计，该农村居民点的人口为3520人。